# سفیان بوفال
سوفیان بوفال (Sofiane Boufal) زادهٔ ۱۷ سپتامبر ۱۹۹۳ بازیکن فوتبال اهل مراکش است. که در باشگاه آنژه و تیم ملی فوتبال مراکش بازی می‌کند.